# Upperthong
Upperthong är en ort i civil parish Holme Valley, i distriktet Kirklees, i grevskapet West Yorkshire, i England. Orten hade 1 094 invånare år 2021. Upperthong var en civil parish från 1866 till 1921 då den blev en del av Holmfirth. Denna civil parish hade 2 279 invånare år 1911. Byn nämndes i Domedagsboken (Domesday Book) år 1086, och kallades då Thoac/Tohac.